# جيمس وارد-براوس
جيمس مايكل إدوارد وارد-براوس (بالإنجليزية: James Michael Edward Ward-Prowse)‏ (مواليد 1 نوفمبر 1994 في بورتسموث، إنجلترا) هو لاعب كرة قدم إنجليزي يلعب مع نادي وست هام يونايتد الإنجليزي و‌منتخب إنجلترا لكرة القدم في مركز خط الوسط.

## مسيرته الكروية

### بداية مبكرة
بعد اللعب محليًا برفقة نادي إست لودج للشباب حيث كان في السادسة من عمره،
انضم وارد-براوس إلى الأكاديمية ب‍نادي ساوثهامبتون في سن الثامنة ، ظهر لاحقًا في كل مباراة برفقة الفريق تحت 18 عام في موسم 2010–11.
أثناء وجوده في أكاديمية ساوثهامبتون ، تدرب سراً مع فريق هافانت أند واترلوفيل من أجل تقوية نفسه.

### 2011–2014

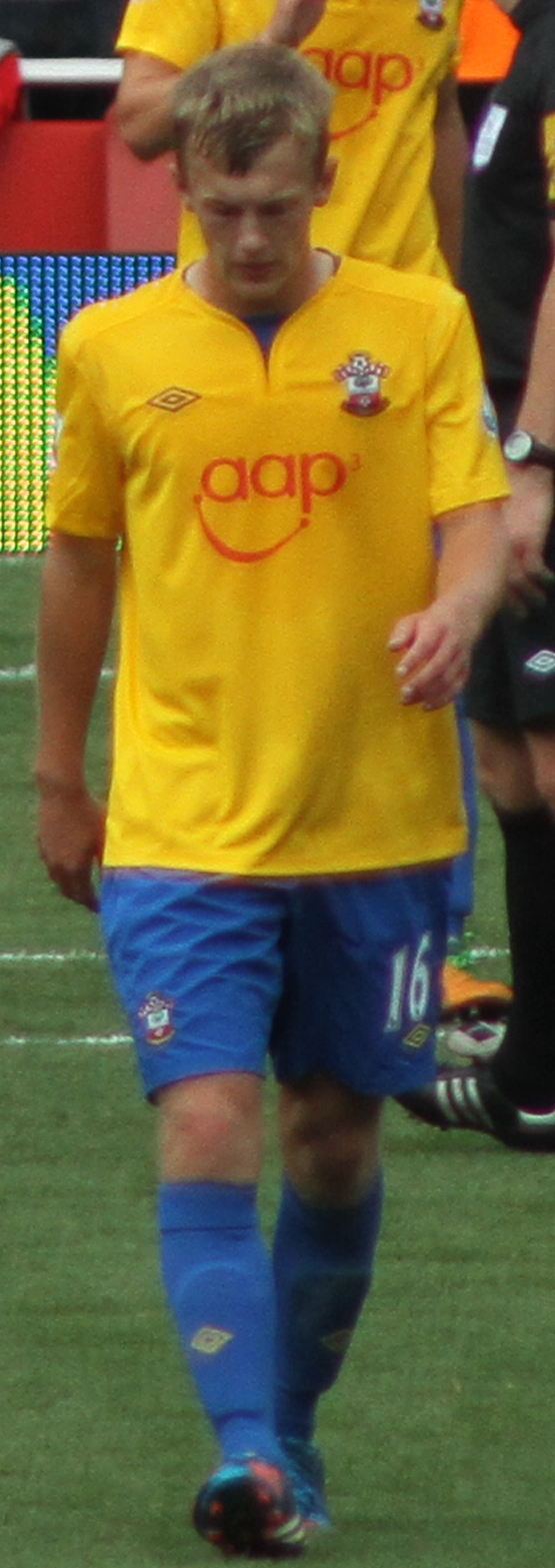
وارد-براوس برفقة ساوثهامبتون عام 2012

تم استدعاء وارد-براوس لأول مرة إلى فريق ساوثهامبتون الأول في أكتوبر 2011 ، عندما ظهر لأول مرة في سن 16 في بطولة كأس الرابطة ضد نادي كريستال بالاس.
في ظهوره الثاني للفريق ، سجل وارد-براوس هدفه الأول لساوثامبتون في الفوز 2-1 على نادي كوفنتري سيتي لمساعدة فريقه في الوصول إلى الدور الرابع من بطولة كأس الاتحاد الانجليزي.
بعد ترقية النادي إلى الدوري الدرجة الأولى في مايو 2012 ، كان وارد-براوس واحدًا من أربعة لاعبين الشباب وقعوا عقدًا احترافيًا مع النادي، بجانب كلًا من جاك ستيفنز ، لوك شاو وكالوم تشامبيرس.
ظهر وارد-براوس في الدوري الإنجليزي لأول مرة مع نادي ساوثهامبتون في يوم افتتاح البطولة بموسم 2012–13، لعب أول 65 دقيقة من الخسارة 3-2 ضد نادي مانشستر سيتي وهو حامل اللقب.
بعد المباراة ، أشاد المدير الفني نيجيل أدكينز بأدائه الرائع. بعد الظهور كبديل ضد نادي ويغان أتلتيك، عاد اللاعب البالغ من العمر 17 عامًا إلى التشكيلة الأساسية للمباراة الثالثة بالبطولة ضد نادي مانشستر يونايتد ، واستمر في جذب إنتباه الجماهير وإعجابهم بإدائه بالملعب وكان المعلقين يمدحونه عندما يلمس الكرة.
في نوفمبر ، بعد وقت قصير من عيد ميلاده الثامن عشر ، وقع وارد-براوس عقدًا مدته خمس سنوات مع ساوثهامبتون ، وكان هناك توقعات بأنه قد يغادر النادي في المستقبل القريب.
في مباراة على أرضه ضد نادي كوينز بارك رينجرز في مارس 2013 ، شارك وارد-براوس في هجمة في الوقت الأخير للمباراة كان سيتم تسجيل التعادل ويعود بنقطة وحيدة عندما قدم عرضية لزميله مايا يوشيدا ، ولكن الحارس البديل روبرت غرين تصدى للكرة.
بعد بضعة مباريات قدم وارد-براوس تمريرة حاسمة لهدف التعادل الذي سجله جايسون بانشون في المباراة قبل الأخيرة من الموسم ضد نادي سندرلاند في 12 مايو.
على الرغم من خوض 15 مباراة في الدوري مع ناديه طوال الموسم ، إلا أن العديد منها جاء كبديل ، ونتيجة لذلك تم الإبلاغ في نهاية الموسم عن أن وارد-براوس لم يكن راضياً عن الجلوس على مقاعد البدلاء.
مع ذلك ، فاز لاعب الوسط بجائزة أفضل لاعب شاب بالنادي حيث حصل على اللقب في حفل توزيع جوائز نادي ساوثهامبتون في مايو ، بفوزه على زملائه في الأكاديمية لوك شاو ودونينيك غاب.
في بداية موسم 2013–14 ، قام المدير الفني ماوريسيو بوتشيتينو بجعل وارد-براوس يبدأ المباراة كأساسي في المباراة الأولى بالموسم ضد وست بروميتش ألبيون ، وكاد أن يسجل هدف ولكن الهجمة ضاعت وانتهت المباراة بنتيجة 1-0 لساوثامبتون بفضل الهدف الذي تسجل من علامة الجزاء بالدقيقة الأخيرة من قبل اللاعب ريكي لامبرت. لعب لاعب الوسط أيضًا 90 دقيقة كاملة من المباراة التالية ضد نادي سندرلاند ، حيث قدم تمريرة حاسمة من عرضية من ركلة حرة في الدقيقة 88 والتي سجلها اللاعب جوزيه فونتي.
كان وارد براوز حاضرًا دائمًا في التشكيلة الأساسية مع الفريق بموسم 2014–15 ، حتى 20 سبتمبر ، عندما أصيب بكسر في قدمه في فوز على نادي سوانزي سيتي.  تم استبعاده بعد ذلك لمدة 10 أسابيع.

### 2015–حاليًا

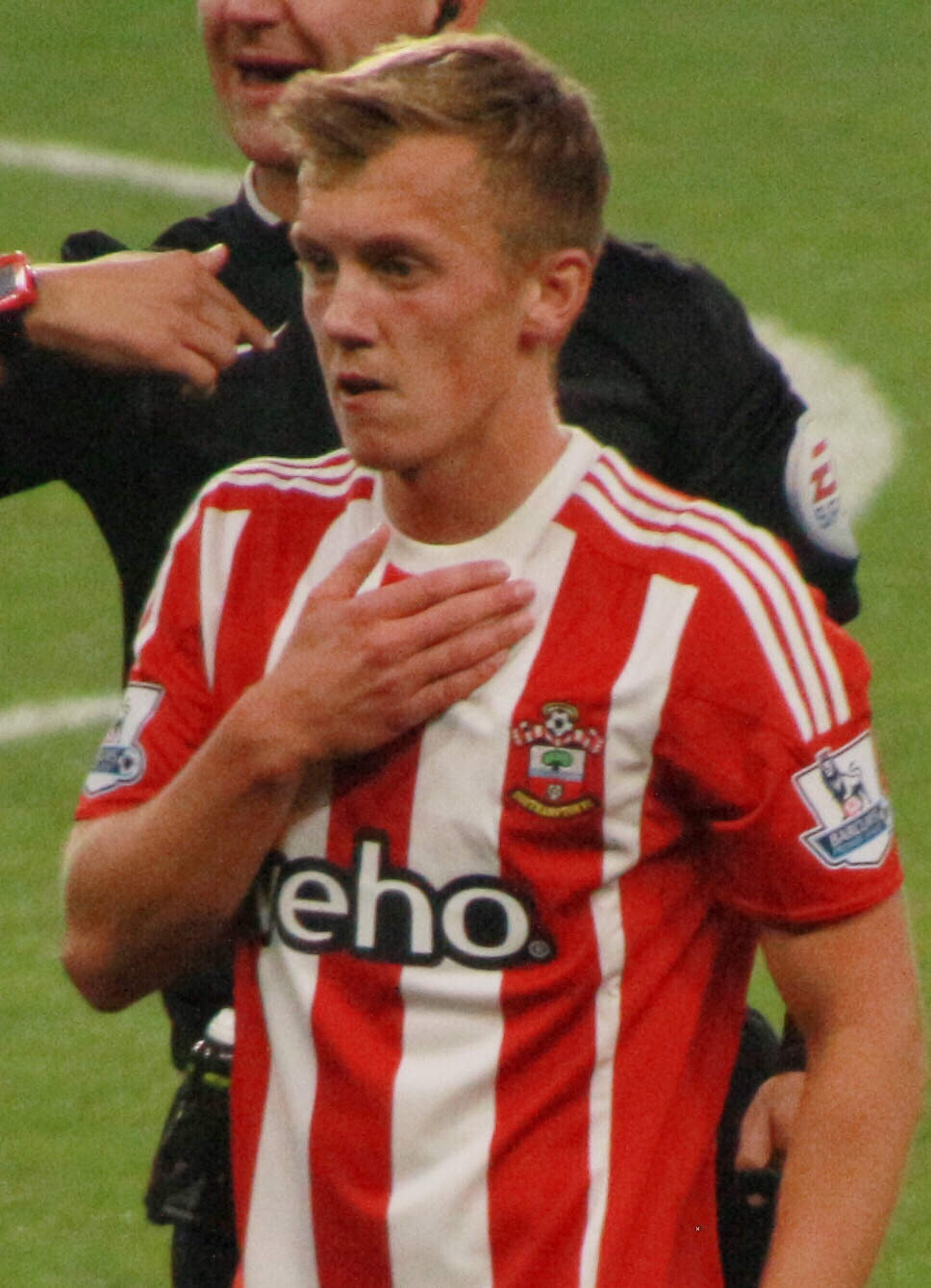
وارد-براوس برفقة نادي ساوثهامبتون عام 2015

وقع وارد-براوس عقدًا جديدًا مدته خمس سنوات ونصف في يناير 2015.
في 11 أبريل ، سجل هدفه الأول في الدوري الإنجليزي ، وافتتح التسجيل في الفوز 2-0 ضد نادي هال سيتي بتسجيله من ركلة جزاء. حصل وارد-براوس على البطاقة الحمراء في 2 مايو لعرقلته للاعب جيرمين ديفو الذي يلعب برفقة نادي سندرلاند ، حيث تسبب في ركلة جزاء على فريقه سجل منها خوردي غوميز هدف الفوز.
في 3 أكتوبر 2015 ، كان وارد-براوس بديلاً في الشوط الأول للاعب أوريول روميو في فوز 3-1 على حامل اللقب نادي تشيلسي. كان هذا ظهوره رقم 100 برفقة نادي ساوثهامبتون ، مما جعله رابع أصغر لاعب يصل إلى هذا الرقم.
أشاد المدير الفني رونالد كومان به بعد تسجيله هدفين في الفوز 3-0 على نادي وست بروميتش في 16 يناير 2016 حيث سجل كلًا من ركلة حرة وركلة جزاء. ظهر في 39 مباراة وسجل هدفين بموسم 2015–16.
في 13 مايو 2016 ، وقع عقدًا جديدًا مدته ست سنوات ، وهو الذي يبقيه في النادي حتى عام 2022.
سجل وارد-براوس هدفه الأول في موسم 2016-17 في 25 سبتمبر بتسديدة في الوقت المحتسب بدل الضائع ليحقق الفوز 3-0 خارج الديار على نادي وست هام يونايتد. ضاعف رصيده بالأهداف في 22 يناير 2017 ، وافتتح التسجيل في فوز 3-0 على أرضه على حامل لقب الدوري الإنجليزي الممتاز ليستر سيتي حيث أنهى ساوثهامبتون سلسلة من أربع هزائم متتالية في الدوري.
ظهر وارد-براوس في مباراته رقم 200 في جميع المسابقات برفقة نادي ساوثامبتون في 7 أبريل 2018.
في يونيو 2020 ، تم جعل وارد-براوس قائدًا للفريق بدلًا من بيير-إيميل هويبيرغ ، حتى نهاية موسم 2019–20 ، بعد أن أعرب الدنماركي علنًا عن رغبته في مغادرة النادي.
في 17 أغسطس 2020 ، وقع وارد-براوس عقدًا جديدًا حتى يونيو 2025.
في 26 يناير 2021 ، لعب وارد براوس مباراته رقم 300 برفقة نادي ساوثهامبتون ، وصنع هدفًا للاعب ستيوارت آرمسترونغ في المباراة التي خسرها 3-1 على أرضه أمام نادي أرسنال.
بعد أن رفض ساوثهامبتون عرضًا من نادي أستون فيلا بقيمة 25 مليون جنيه إسترليني لشراء وارد-براوس ، وقع عقدًا جديدًا مدته خمس سنوات في 19 أغسطس 2021.
في 2 أكتوبر 2021 ، سجل وارد براوز ركلة جزاء في خسارة ساوثهامبتون 3-1 أمام تشيلسي بملعب ستامفورد بريدج ، لكنه حصل أيضًا على البطاقة الحمراء بعد أن ذهب حكم المباراة إلى شاشة حكم الفيديو المساعد (VAR) لمراجعة الخطأ الذي إرتكبه على اللاعب جورجينيو.
في 15 يناير 2022 ، سجل وارد براوز هدفًا من ركلة حرة في خسارة ساوثهامبتون 3-1 أمام نادي وولفرهامبتون واندررز على ملعب مولينيو.
هذا الهدف وضعه في المركز الثاني في قائمة أكثر الأهداف من الركلات الحرة في تاريخ الدوري الإنجليزي الممتاز بتسجيله (12) ركلة حرة، خلف ديفيد بيكهام فقط الذي سجل (18) ركلة حرة. قام المدير الفني بيب غوارديولا بوصفه بأنه أعظم منفذ للركلات الحرة في العالم.

## وصلات خارجية
- جيمس وارد-براوس على موقع الاتحاد الدولي (مؤرشف)  (الإنجليزية)
- جيمس وارد-براوس على موقع الاتحاد الأوربي (الإنجليزية)
- جيمس وارد-براوس على موقع قاعدة بيانات كرة القدم.إي يو (الإنجليزية)
- جيمس وارد-براوس على موقع ليكيب (الفرنسية)
- جيمس وارد-براوس على موقع ناشيونال فوتبول تيمز (الإنجليزية)
- جيمس وارد-براوس على موقع Soccerbase.com (لاعب) (الإنجليزية)
- جيمس وارد-براوس على موقع Soccerway.com (الإنجليزية)
- جيمس وارد-براوس على موقع عالم كرة القدم.نت (الإنجليزية)
- جيمس وارد-براوس على موقع AS.com (الإسبانية)
- National Football Teams